# 動校正

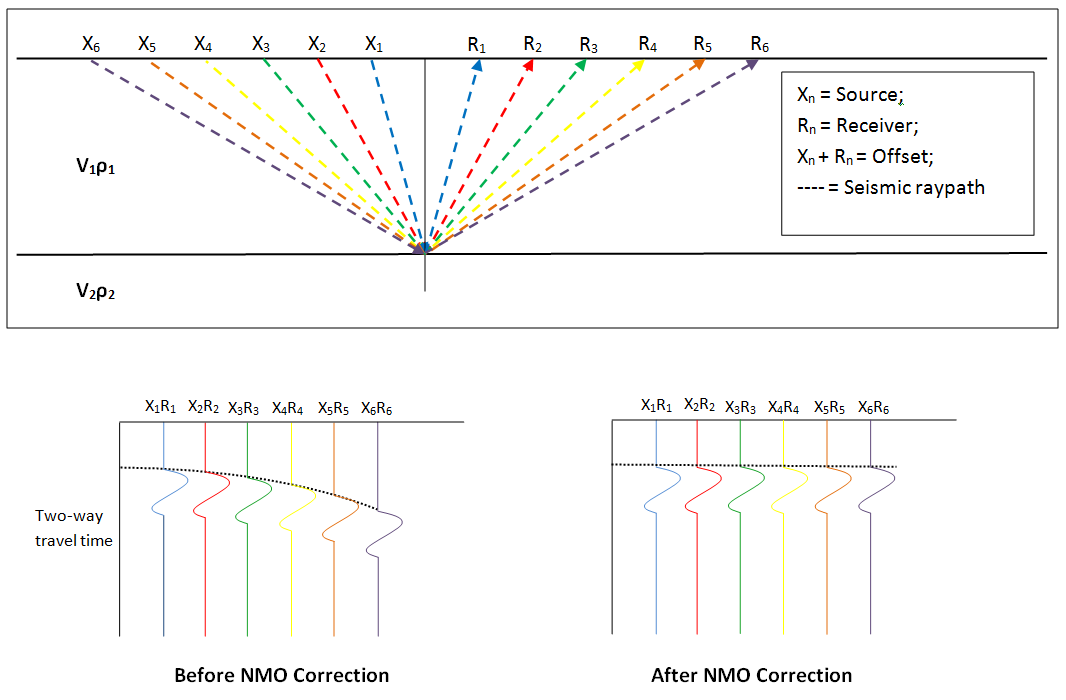
地震波根據共深點組合，再根據動校正修正

動校正（英語：normal moveout）又稱正常时差校正，是指地震波传播时间從炮检距為零的法线反射到炮检距增加時的反射之間的時差。地震波传播时间從地下界面反射的地面檢波器最短的是垂直方向，又稱法线反射。當檢波器遠離炮點時（炮检距）增加時，其反射時間會增加。反射時間按炮检距增加的時間曲线爲時距曲綫，若反射界面是水平，其時距曲綫是双曲线形状。關係如下
{\displaystyle t^{2}=t_{0}^{2}+{\frac {x^{2}}{v^{2}}}}
其中{\displaystyle t_{0}} 為炮检距等於零時反射時間，x为炮检距，v为反射界面上覆层波速。
地下界面須由法线反射时间代表其形态。故非法线反射需校正到法线反射，校正值計算如下：
{\displaystyle t_{N}=sqrt{(t_{0}^{2}+(x/v)^{2})}-t_{0}}
{\displaystyle t_{N}} 為校正值。
由計算公式可看出，同一深度反射界面（{\displaystyle t_{0}}及v 不變）。由于各接收点距激发点远近不同（炮检距），校正量也不同，故称动校正。同樣，若不同深度（v）的反射界面、其校正量也不同。
除了速度和炮检距外，校正值也受其它因素的影響，包括反射界面傾角以及其方位角與激发点和檢波器的方位角的關係。